# Гилязи-Дили
Мыс Гилязи-Дили (азерб. Giləzi Dili burnu — мыс Килязинская Коса) — мыс на востоке Азербайджана, в Хызинском районе. Расположен на западном берегу Каспийского моря, в юго-восточной части Самур-Девечинской низменности.

## География
Поверхность территории песчанная и скалистая. Тип почвы засоленный серо-бурый, произрастают галофитные растения. На территории занимаются садоводством, зерноводством и животноводством.